# Lista di asteroidi (60001-61000)
Di seguito una lista di asteroidi dal numero 60001 al 61000 con data di scoperta e scopritore.

## 60001-60100
| Nome               | Designazione provvisoria | Data di scoperta | Scopritore                       |
| ------------------ | ------------------------ | ---------------- | -------------------------------- |
| 60001 Adélka       | 1999 TG5                 | 4 ottobre 1999   | L. Šarounová                     |
| 60002 -            | 1999 TU5                 | 6 ottobre 1999   | D. K. Chesney                    |
| 60003 -            | 1999 TM7                 | 7 ottobre 1999   | K. Korlević, M. Jurić            |
| 60004 -            | 1999 TC13                | 10 ottobre 1999  | T. Kobayashi                     |
| 60005 -            | 1999 TW15                | 7 ottobre 1999   | K. Korlević, M. Jurić            |
| 60006 Holgermandel | 1999 TB16                | 13 ottobre 1999  | Starkenburg                      |
| 60007 -            | 1999 TO16                | 13 ottobre 1999  | P. Kušnirák, P. Pravec           |
| 60008 Jarda        | 1999 TP16                | 14 ottobre 1999  | L. Šarounová                     |
| 60009 -            | 1999 TL17                | 15 ottobre 1999  | A. Galád, J. Tóth                |
| 60010 -            | 1999 TK18                | 13 ottobre 1999  | BAO Schmidt CCD Asteroid Program |
| 60011 -            | 1999 TA20                | 15 ottobre 1999  | BAO Schmidt CCD Asteroid Program |
| 60012 -            | 1999 TU26                | 3 ottobre 1999   | LINEAR                           |
| 60013 -            | 1999 TW26                | 3 ottobre 1999   | LINEAR                           |
| 60014 -            | 1999 TW27                | 3 ottobre 1999   | LINEAR                           |
| 60015 -            | 1999 TD31                | 4 ottobre 1999   | LINEAR                           |
| 60016 -            | 1999 TJ33                | 4 ottobre 1999   | LINEAR                           |
| 60017 -            | 1999 TP36                | 12 ottobre 1999  | LONEOS                           |
| 60018 -            | 1999 TN37                | 15 ottobre 1999  | LONEOS                           |
| 60019 -            | 1999 TW38                | 1 ottobre 1999   | CSS                              |
| 60020 -            | 1999 TN39                | 3 ottobre 1999   | CSS                              |
| 60021 -            | 1999 TT42                | 3 ottobre 1999   | Spacewatch                       |
| 60022 -            | 1999 TX44                | 3 ottobre 1999   | Spacewatch                       |
| 60023 -            | 1999 TC45                | 3 ottobre 1999   | Spacewatch                       |
| 60024 -            | 1999 TW47                | 4 ottobre 1999   | Spacewatch                       |
| 60025 -            | 1999 TY52                | 6 ottobre 1999   | Spacewatch                       |
| 60026 -            | 1999 TC72                | 9 ottobre 1999   | Spacewatch                       |
| 60027 -            | 1999 TP80                | 11 ottobre 1999  | Spacewatch                       |
| 60028 -            | 1999 TB81                | 11 ottobre 1999  | Spacewatch                       |
| 60029 -            | 1999 TM88                | 2 ottobre 1999   | LINEAR                           |
| 60030 -            | 1999 TE89                | 2 ottobre 1999   | LINEAR                           |
| 60031 -            | 1999 TH89                | 2 ottobre 1999   | LINEAR                           |
| 60032 -            | 1999 TJ92                | 2 ottobre 1999   | LINEAR                           |
| 60033 -            | 1999 TV92                | 2 ottobre 1999   | LINEAR                           |
| 60034 -            | 1999 TX92                | 2 ottobre 1999   | LINEAR                           |
| 60035 -            | 1999 TO93                | 2 ottobre 1999   | LINEAR                           |
| 60036 -            | 1999 TD94                | 2 ottobre 1999   | LINEAR                           |
| 60037 -            | 1999 TH94                | 2 ottobre 1999   | LINEAR                           |
| 60038 -            | 1999 TR94                | 2 ottobre 1999   | LINEAR                           |
| 60039 -            | 1999 TS94                | 2 ottobre 1999   | LINEAR                           |
| 60040 -            | 1999 TK96                | 2 ottobre 1999   | LINEAR                           |
| 60041 -            | 1999 TF100               | 2 ottobre 1999   | LINEAR                           |
| 60042 -            | 1999 TF102               | 2 ottobre 1999   | LINEAR                           |
| 60043 -            | 1999 TT102               | 2 ottobre 1999   | LINEAR                           |
| 60044 -            | 1999 TA103               | 2 ottobre 1999   | LINEAR                           |
| 60045 -            | 1999 TD104               | 3 ottobre 1999   | LINEAR                           |
| 60046 -            | 1999 TL104               | 3 ottobre 1999   | LINEAR                           |
| 60047 -            | 1999 TQ104               | 3 ottobre 1999   | LINEAR                           |
| 60048 -            | 1999 TS104               | 3 ottobre 1999   | LINEAR                           |
| 60049 -            | 1999 TW105               | 3 ottobre 1999   | LINEAR                           |
| 60050 -            | 1999 TJ106               | 4 ottobre 1999   | LINEAR                           |
| 60051 -            | 1999 TN106               | 4 ottobre 1999   | LINEAR                           |
| 60052 -            | 1999 TM107               | 4 ottobre 1999   | LINEAR                           |
| 60053 -            | 1999 TB109               | 4 ottobre 1999   | LINEAR                           |
| 60054 -            | 1999 TF110               | 4 ottobre 1999   | LINEAR                           |
| 60055 -            | 1999 TB112               | 4 ottobre 1999   | LINEAR                           |
| 60056 -            | 1999 TG116               | 4 ottobre 1999   | LINEAR                           |
| 60057 -            | 1999 TZ117               | 4 ottobre 1999   | LINEAR                           |
| 60058 -            | 1999 TE118               | 4 ottobre 1999   | LINEAR                           |
| 60059 -            | 1999 TG118               | 4 ottobre 1999   | LINEAR                           |
| 60060 -            | 1999 TS118               | 4 ottobre 1999   | LINEAR                           |
| 60061 -            | 1999 TY118               | 4 ottobre 1999   | LINEAR                           |
| 60062 -            | 1999 TE119               | 4 ottobre 1999   | LINEAR                           |
| 60063 -            | 1999 TN121               | 4 ottobre 1999   | LINEAR                           |
| 60064 -            | 1999 TG123               | 4 ottobre 1999   | LINEAR                           |
| 60065 -            | 1999 TR123               | 4 ottobre 1999   | LINEAR                           |
| 60066 -            | 1999 TM124               | 4 ottobre 1999   | LINEAR                           |
| 60067 -            | 1999 TH126               | 4 ottobre 1999   | LINEAR                           |
| 60068 -            | 1999 TN127               | 4 ottobre 1999   | LINEAR                           |
| 60069 -            | 1999 TK129               | 6 ottobre 1999   | LINEAR                           |
| 60070 -            | 1999 TY129               | 6 ottobre 1999   | LINEAR                           |
| 60071 -            | 1999 TY131               | 6 ottobre 1999   | LINEAR                           |
| 60072 -            | 1999 TN132               | 6 ottobre 1999   | LINEAR                           |
| 60073 -            | 1999 TQ135               | 6 ottobre 1999   | LINEAR                           |
| 60074 -            | 1999 TV137               | 6 ottobre 1999   | LINEAR                           |
| 60075 -            | 1999 TZ142               | 7 ottobre 1999   | LINEAR                           |
| 60076 -            | 1999 TC143               | 7 ottobre 1999   | LINEAR                           |
| 60077 -            | 1999 TZ143               | 7 ottobre 1999   | LINEAR                           |
| 60078 -            | 1999 TS146               | 7 ottobre 1999   | LINEAR                           |
| 60079 -            | 1999 TB147               | 7 ottobre 1999   | LINEAR                           |
| 60080 -            | 1999 TG149               | 7 ottobre 1999   | LINEAR                           |
| 60081 -            | 1999 TV149               | 7 ottobre 1999   | LINEAR                           |
| 60082 -            | 1999 TL150               | 7 ottobre 1999   | LINEAR                           |
| 60083 -            | 1999 TG151               | 7 ottobre 1999   | LINEAR                           |
| 60084 -            | 1999 TT151               | 7 ottobre 1999   | LINEAR                           |
| 60085 -            | 1999 TA152               | 7 ottobre 1999   | LINEAR                           |
| 60086 -            | 1999 TC152               | 7 ottobre 1999   | LINEAR                           |
| 60087 -            | 1999 TY152               | 7 ottobre 1999   | LINEAR                           |
| 60088 -            | 1999 TR153               | 7 ottobre 1999   | LINEAR                           |
| 60089 -            | 1999 TK154               | 7 ottobre 1999   | LINEAR                           |
| 60090 -            | 1999 TC156               | 7 ottobre 1999   | LINEAR                           |
| 60091 -            | 1999 TG156               | 7 ottobre 1999   | LINEAR                           |
| 60092 -            | 1999 TJ157               | 9 ottobre 1999   | LINEAR                           |
| 60093 -            | 1999 TR157               | 9 ottobre 1999   | LINEAR                           |
| 60094 -            | 1999 TQ161               | 9 ottobre 1999   | LINEAR                           |
| 60095 -            | 1999 TX162               | 9 ottobre 1999   | LINEAR                           |
| 60096 -            | 1999 TG166               | 10 ottobre 1999  | LINEAR                           |
| 60097 -            | 1999 TZ166               | 10 ottobre 1999  | LINEAR                           |
| 60098 -            | 1999 TM170               | 10 ottobre 1999  | LINEAR                           |
| 60099 -            | 1999 TW173               | 10 ottobre 1999  | LINEAR                           |
| 60100 -            | 1999 TV175               | 10 ottobre 1999  | LINEAR                           |

## 60101-60200
| Nome             | Designazione provvisoria | Data di scoperta | Scopritore                 |
| ---------------- | ------------------------ | ---------------- | -------------------------- |
| 60101 -          | 1999 TJ176               | 10 ottobre 1999  | LINEAR                     |
| 60102 -          | 1999 TY182               | 11 ottobre 1999  | LINEAR                     |
| 60103 -          | 1999 TP187               | 12 ottobre 1999  | LINEAR                     |
| 60104 -          | 1999 TZ194               | 12 ottobre 1999  | LINEAR                     |
| 60105 -          | 1999 TJ197               | 12 ottobre 1999  | LINEAR                     |
| 60106 -          | 1999 TT201               | 13 ottobre 1999  | LINEAR                     |
| 60107 -          | 1999 TY201               | 13 ottobre 1999  | LINEAR                     |
| 60108 -          | 1999 TF205               | 13 ottobre 1999  | LINEAR                     |
| 60109 -          | 1999 TO212               | 15 ottobre 1999  | LINEAR                     |
| 60110 -          | 1999 TB213               | 15 ottobre 1999  | LINEAR                     |
| 60111 -          | 1999 TL213               | 15 ottobre 1999  | LINEAR                     |
| 60112 -          | 1999 TZ216               | 15 ottobre 1999  | LINEAR                     |
| 60113 -          | 1999 TB217               | 15 ottobre 1999  | LINEAR                     |
| 60114 -          | 1999 TD222               | 2 ottobre 1999   | LONEOS                     |
| 60115 -          | 1999 TK222               | 2 ottobre 1999   | CSS                        |
| 60116 -          | 1999 TW222               | 2 ottobre 1999   | LINEAR                     |
| 60117 -          | 1999 TZ222               | 3 ottobre 1999   | CSS                        |
| 60118 -          | 1999 TQ223               | 2 ottobre 1999   | LINEAR                     |
| 60119 -          | 1999 TU223               | 2 ottobre 1999   | LINEAR                     |
| 60120 -          | 1999 TW227               | 1 ottobre 1999   | Spacewatch                 |
| 60121 -          | 1999 TE235               | 3 ottobre 1999   | CSS                        |
| 60122 -          | 1999 TU239               | 4 ottobre 1999   | CSS                        |
| 60123 -          | 1999 TU240               | 4 ottobre 1999   | CSS                        |
| 60124 -          | 1999 TG243               | 5 ottobre 1999   | LONEOS                     |
| 60125 -          | 1999 TW246               | 6 ottobre 1999   | LINEAR                     |
| 60126 -          | 1999 TU251               | 7 ottobre 1999   | Spacewatch                 |
| 60127 -          | 1999 TQ254               | 8 ottobre 1999   | LINEAR                     |
| 60128 -          | 1999 TS254               | 8 ottobre 1999   | LINEAR                     |
| 60129 -          | 1999 TG256               | 9 ottobre 1999   | LINEAR                     |
| 60130 -          | 1999 TP256               | 9 ottobre 1999   | LINEAR                     |
| 60131 -          | 1999 TY256               | 9 ottobre 1999   | LINEAR                     |
| 60132 -          | 1999 TN259               | 9 ottobre 1999   | LINEAR                     |
| 60133 -          | 1999 TM266               | 3 ottobre 1999   | LINEAR                     |
| 60134 -          | 1999 TO272               | 3 ottobre 1999   | LINEAR                     |
| 60135 -          | 1999 TS279               | 7 ottobre 1999   | LINEAR                     |
| 60136 -          | 1999 TV279               | 7 ottobre 1999   | LINEAR                     |
| 60137 -          | 1999 TC280               | 7 ottobre 1999   | LINEAR                     |
| 60138 -          | 1999 TV280               | 8 ottobre 1999   | LINEAR                     |
| 60139 -          | 1999 TP285               | 9 ottobre 1999   | LINEAR                     |
| 60140 -          | 1999 TA288               | 10 ottobre 1999  | LINEAR                     |
| 60141 -          | 1999 TE290               | 10 ottobre 1999  | LINEAR                     |
| 60142 -          | 1999 TS290               | 10 ottobre 1999  | LINEAR                     |
| 60143 -          | 1999 TV292               | 12 ottobre 1999  | LINEAR                     |
| 60144 -          | 1999 TN293               | 12 ottobre 1999  | LINEAR                     |
| 60145 -          | 1999 TB313               | 8 ottobre 1999   | Spacewatch                 |
| 60146 -          | 1999 TF316               | 10 ottobre 1999  | LINEAR                     |
| 60147 -          | 1999 TC320               | 10 ottobre 1999  | LINEAR                     |
| 60148 Seanurban  | 1999 US1                 | 16 ottobre 1999  | P. Kušnirák, P. Pravec     |
| 60149 -          | 1999 UC2                 | 16 ottobre 1999  | K. Korlević                |
| 60150 Zacharias  | 1999 UY2                 | 19 ottobre 1999  | P. Pravec, P. Kušnirák     |
| 60151 -          | 1999 UZ6                 | 29 ottobre 1999  | Spacewatch                 |
| 60152 -          | 1999 UG13                | 29 ottobre 1999  | CSS                        |
| 60153 -          | 1999 UV13                | 29 ottobre 1999  | CSS                        |
| 60154 -          | 1999 UB14                | 29 ottobre 1999  | CSS                        |
| 60155 -          | 1999 UJ17                | 29 ottobre 1999  | Spacewatch                 |
| 60156 -          | 1999 UK18                | 30 ottobre 1999  | Spacewatch                 |
| 60157 -          | 1999 UT23                | 28 ottobre 1999  | CSS                        |
| 60158 -          | 1999 UH24                | 28 ottobre 1999  | CSS                        |
| 60159 -          | 1999 UL24                | 28 ottobre 1999  | CSS                        |
| 60160 -          | 1999 UQ25                | 29 ottobre 1999  | CSS                        |
| 60161 -          | 1999 UZ25                | 30 ottobre 1999  | CSS                        |
| 60162 -          | 1999 UE26                | 30 ottobre 1999  | CSS                        |
| 60163 -          | 1999 UE28                | 30 ottobre 1999  | Spacewatch                 |
| 60164 -          | 1999 UF28                | 30 ottobre 1999  | Spacewatch                 |
| 60165 -          | 1999 UZ30                | 31 ottobre 1999  | Spacewatch                 |
| 60166 -          | 1999 UC31                | 31 ottobre 1999  | Spacewatch                 |
| 60167 -          | 1999 UN33                | 31 ottobre 1999  | Spacewatch                 |
| 60168 -          | 1999 UV41                | 19 ottobre 1999  | LINEAR                     |
| 60169 -          | 1999 UH44                | 29 ottobre 1999  | CSS                        |
| 60170 -          | 1999 US45                | 31 ottobre 1999  | CSS                        |
| 60171 -          | 1999 UP47                | 30 ottobre 1999  | CSS                        |
| 60172 -          | 1999 UY48                | 31 ottobre 1999  | CSS                        |
| 60173 -          | 1999 UV50                | 30 ottobre 1999  | CSS                        |
| 60174 -          | 1999 UV56                | 29 ottobre 1999  | CSS                        |
| 60175 -          | 1999 VQ1                 | 3 novembre 1999  | Starkenburg                |
| 60176 -          | 1999 VY5                 | 5 novembre 1999  | T. Kobayashi               |
| 60177 -          | 1999 VU6                 | 8 novembre 1999  | W. R. Cooney Jr.           |
| 60178 -          | 1999 VY6                 | 8 novembre 1999  | C. W. Juels                |
| 60179 -          | 1999 VE7                 | 7 novembre 1999  | K. Korlević                |
| 60180 -          | 1999 VK8                 | 8 novembre 1999  | K. Korlević                |
| 60181 -          | 1999 VV9                 | 9 novembre 1999  | C. W. Juels                |
| 60182 -          | 1999 VS10                | 9 novembre 1999  | T. Kobayashi               |
| 60183 Falcone    | 1999 VR11                | 5 novembre 1999  | M. M. M. Santangelo        |
| 60184 -          | 1999 VM16                | 2 novembre 1999  | Spacewatch                 |
| 60185 -          | 1999 VY21                | 12 novembre 1999 | K. Korlević                |
| 60186 Las Cruces | 1999 VH22                | 13 novembre 1999 | D. S. Dixon, J. A. Stevens |
| 60187 -          | 1999 VL23                | 14 novembre 1999 | C. W. Juels                |
| 60188 -          | 1999 VH25                | 13 novembre 1999 | T. Kobayashi               |
| 60189 -          | 1999 VM27                | 3 novembre 1999  | CSS                        |
| 60190 -          | 1999 VG31                | 3 novembre 1999  | LINEAR                     |
| 60191 -          | 1999 VP35                | 3 novembre 1999  | LINEAR                     |
| 60192 -          | 1999 VU42                | 4 novembre 1999  | Spacewatch                 |
| 60193 -          | 1999 VJ43                | 1 novembre 1999  | CSS                        |
| 60194 -          | 1999 VU43                | 1 novembre 1999  | CSS                        |
| 60195 -          | 1999 VM44                | 3 novembre 1999  | CSS                        |
| 60196 -          | 1999 VG52                | 3 novembre 1999  | LINEAR                     |
| 60197 -          | 1999 VO52                | 3 novembre 1999  | LINEAR                     |
| 60198 -          | 1999 VT54                | 4 novembre 1999  | LINEAR                     |
| 60199 -          | 1999 VF56                | 4 novembre 1999  | LINEAR                     |
| 60200 -          | 1999 VV56                | 4 novembre 1999  | LINEAR                     |

## 60201-60300
| Nome    | Designazione provvisoria | Data di scoperta | Scopritore      |
| ------- | ------------------------ | ---------------- | --------------- |
| 60201 - | 1999 VD58                | 4 novembre 1999  | LINEAR          |
| 60202 - | 1999 VU58                | 4 novembre 1999  | LINEAR          |
| 60203 - | 1999 VK59                | 4 novembre 1999  | LINEAR          |
| 60204 - | 1999 VO63                | 4 novembre 1999  | LINEAR          |
| 60205 - | 1999 VS64                | 4 novembre 1999  | LINEAR          |
| 60206 - | 1999 VZ68                | 4 novembre 1999  | LINEAR          |
| 60207 - | 1999 VA69                | 4 novembre 1999  | LINEAR          |
| 60208 - | 1999 VQ72                | 15 novembre 1999 | P. Pravec       |
| 60209 - | 1999 VR75                | 5 novembre 1999  | Spacewatch      |
| 60210 - | 1999 VN76                | 5 novembre 1999  | Spacewatch      |
| 60211 - | 1999 VX77                | 3 novembre 1999  | LINEAR          |
| 60212 - | 1999 VB79                | 4 novembre 1999  | LINEAR          |
| 60213 - | 1999 VE79                | 4 novembre 1999  | LINEAR          |
| 60214 - | 1999 VO81                | 5 novembre 1999  | LINEAR          |
| 60215 - | 1999 VQ81                | 5 novembre 1999  | LINEAR          |
| 60216 - | 1999 VG82                | 5 novembre 1999  | LINEAR          |
| 60217 - | 1999 VC89                | 4 novembre 1999  | LINEAR          |
| 60218 - | 1999 VP92                | 9 novembre 1999  | LINEAR          |
| 60219 - | 1999 VY93                | 9 novembre 1999  | LINEAR          |
| 60220 - | 1999 VA95                | 9 novembre 1999  | LINEAR          |
| 60221 - | 1999 VY96                | 9 novembre 1999  | LINEAR          |
| 60222 - | 1999 VB115               | 9 novembre 1999  | CSS             |
| 60223 - | 1999 VD118               | 9 novembre 1999  | Spacewatch      |
| 60224 - | 1999 VE118               | 9 novembre 1999  | Spacewatch      |
| 60225 - | 1999 VK122               | 4 novembre 1999  | Spacewatch      |
| 60226 - | 1999 VF126               | 9 novembre 1999  | Spacewatch      |
| 60227 - | 1999 VD133               | 10 novembre 1999 | Spacewatch      |
| 60228 - | 1999 VL145               | 9 novembre 1999  | LINEAR          |
| 60229 - | 1999 VZ145               | 12 novembre 1999 | LINEAR          |
| 60230 - | 1999 VD146               | 12 novembre 1999 | LINEAR          |
| 60231 - | 1999 VK148               | 14 novembre 1999 | LINEAR          |
| 60232 - | 1999 VL148               | 14 novembre 1999 | LINEAR          |
| 60233 - | 1999 VZ153               | 13 novembre 1999 | CSS             |
| 60234 - | 1999 VK157               | 14 novembre 1999 | LINEAR          |
| 60235 - | 1999 VO163               | 14 novembre 1999 | LINEAR          |
| 60236 - | 1999 VH165               | 14 novembre 1999 | LINEAR          |
| 60237 - | 1999 VS167               | 14 novembre 1999 | LINEAR          |
| 60238 - | 1999 VQ174               | 1 novembre 1999  | Spacewatch      |
| 60239 - | 1999 VE176               | 2 novembre 1999  | CSS             |
| 60240 - | 1999 VO178               | 6 novembre 1999  | LINEAR          |
| 60241 - | 1999 VJ180               | 6 novembre 1999  | LINEAR          |
| 60242 - | 1999 VJ184               | 15 novembre 1999 | LINEAR          |
| 60243 - | 1999 VM184               | 15 novembre 1999 | LINEAR          |
| 60244 - | 1999 VN186               | 15 novembre 1999 | LINEAR          |
| 60245 - | 1999 VA190               | 15 novembre 1999 | LINEAR          |
| 60246 - | 1999 VP190               | 15 novembre 1999 | LINEAR          |
| 60247 - | 1999 VW193               | 3 novembre 1999  | Spacewatch      |
| 60248 - | 1999 VW197               | 3 novembre 1999  | CSS             |
| 60249 - | 1999 VC199               | 4 novembre 1999  | LONEOS          |
| 60250 - | 1999 VO200               | 6 novembre 1999  | CSS             |
| 60251 - | 1999 VO202               | 5 novembre 1999  | Spacewatch      |
| 60252 - | 1999 VP204               | 9 novembre 1999  | Spacewatch      |
| 60253 - | 1999 VB225               | 5 novembre 1999  | LINEAR          |
| 60254 - | 1999 VO226               | 13 novembre 1999 | CSS             |
| 60255 - | 1999 WO4                 | 28 novembre 1999 | T. Kobayashi    |
| 60256 - | 1999 WB20                | 16 novembre 1999 | CSS             |
| 60257 - | 1999 WB25                | 28 novembre 1999 | Spacewatch      |
| 60258 - | 1999 XL4                 | 4 dicembre 1999  | CSS             |
| 60259 - | 1999 XY5                 | 4 dicembre 1999  | CSS             |
| 60260 - | 1999 XO6                 | 4 dicembre 1999  | CSS             |
| 60261 - | 1999 XC14                | 5 dicembre 1999  | LINEAR          |
| 60262 - | 1999 XB18                | 3 dicembre 1999  | LINEAR          |
| 60263 - | 1999 XB20                | 5 dicembre 1999  | LINEAR          |
| 60264 - | 1999 XX21                | 5 dicembre 1999  | LINEAR          |
| 60265 - | 1999 XY22                | 6 dicembre 1999  | LINEAR          |
| 60266 - | 1999 XB25                | 6 dicembre 1999  | LINEAR          |
| 60267 - | 1999 XF27                | 6 dicembre 1999  | LINEAR          |
| 60268 - | 1999 XU38                | 6 dicembre 1999  | G. Hug, G. Bell |
| 60269 - | 1999 XN46                | 7 dicembre 1999  | LINEAR          |
| 60270 - | 1999 XJ54                | 7 dicembre 1999  | LINEAR          |
| 60271 - | 1999 XN56                | 7 dicembre 1999  | LINEAR          |
| 60272 - | 1999 XT64                | 7 dicembre 1999  | LINEAR          |
| 60273 - | 1999 XM70                | 7 dicembre 1999  | LINEAR          |
| 60274 - | 1999 XJ82                | 7 dicembre 1999  | LINEAR          |
| 60275 - | 1999 XH85                | 7 dicembre 1999  | LINEAR          |
| 60276 - | 1999 XL85                | 7 dicembre 1999  | LINEAR          |
| 60277 - | 1999 XH89                | 7 dicembre 1999  | LINEAR          |
| 60278 - | 1999 XE91                | 7 dicembre 1999  | LINEAR          |
| 60279 - | 1999 XQ92                | 7 dicembre 1999  | LINEAR          |
| 60280 - | 1999 XZ94                | 7 dicembre 1999  | LINEAR          |
| 60281 - | 1999 XF95                | 7 dicembre 1999  | T. Kobayashi    |
| 60282 - | 1999 XK96                | 7 dicembre 1999  | LINEAR          |
| 60283 - | 1999 XB101               | 7 dicembre 1999  | LINEAR          |
| 60284 - | 1999 XY102               | 7 dicembre 1999  | LINEAR          |
| 60285 - | 1999 XR106               | 4 dicembre 1999  | CSS             |
| 60286 - | 1999 XG107               | 4 dicembre 1999  | CSS             |
| 60287 - | 1999 XV111               | 7 dicembre 1999  | LINEAR          |
| 60288 - | 1999 XW114               | 11 dicembre 1999 | LINEAR          |
| 60289 - | 1999 XS125               | 7 dicembre 1999  | CSS             |
| 60290 - | 1999 XJ127               | 9 dicembre 1999  | C. W. Juels     |
| 60291 - | 1999 XV140               | 2 dicembre 1999  | Spacewatch      |
| 60292 - | 1999 XO143               | 14 dicembre 1999 | LINEAR          |
| 60293 - | 1999 XZ148               | 8 dicembre 1999  | Spacewatch      |
| 60294 - | 1999 XZ152               | 7 dicembre 1999  | LINEAR          |
| 60295 - | 1999 XL154               | 8 dicembre 1999  | LINEAR          |
| 60296 - | 1999 XF156               | 8 dicembre 1999  | LINEAR          |
| 60297 - | 1999 XD157               | 8 dicembre 1999  | LINEAR          |
| 60298 - | 1999 XF168               | 10 dicembre 1999 | LINEAR          |
| 60299 - | 1999 XX174               | 10 dicembre 1999 | LINEAR          |
| 60300 - | 1999 XV176               | 10 dicembre 1999 | LINEAR          |

## 60301-60400
| Nome    | Designazione provvisoria | Data di scoperta | Scopritore |
| ------- | ------------------------ | ---------------- | ---------- |
| 60301 - | 1999 XL178               | 10 dicembre 1999 | LINEAR     |
| 60302 - | 1999 XM180               | 10 dicembre 1999 | LINEAR     |
| 60303 - | 1999 XW184               | 12 dicembre 1999 | LINEAR     |
| 60304 - | 1999 XT189               | 12 dicembre 1999 | LINEAR     |
| 60305 - | 1999 XU190               | 12 dicembre 1999 | LINEAR     |
| 60306 - | 1999 XW190               | 12 dicembre 1999 | LINEAR     |
| 60307 - | 1999 XR193               | 12 dicembre 1999 | LINEAR     |
| 60308 - | 1999 XH204               | 12 dicembre 1999 | LINEAR     |
| 60309 - | 1999 XZ206               | 12 dicembre 1999 | LINEAR     |
| 60310 - | 1999 XD215               | 14 dicembre 1999 | LINEAR     |
| 60311 - | 1999 XS216               | 13 dicembre 1999 | Spacewatch |
| 60312 - | 1999 XM218               | 13 dicembre 1999 | Spacewatch |
| 60313 - | 1999 XW218               | 15 dicembre 1999 | Spacewatch |
| 60314 - | 1999 XU226               | 14 dicembre 1999 | Spacewatch |
| 60315 - | 1999 XF227               | 15 dicembre 1999 | Spacewatch |
| 60316 - | 1999 XU228               | 14 dicembre 1999 | Spacewatch |
| 60317 - | 1999 XD234               | 4 dicembre 1999  | LONEOS     |
| 60318 - | 1999 XB235               | 3 dicembre 1999  | LONEOS     |
| 60319 - | 1999 XL242               | 12 dicembre 1999 | LINEAR     |
| 60320 - | 1999 XG253               | 12 dicembre 1999 | Spacewatch |
| 60321 - | 1999 XK254               | 12 dicembre 1999 | Spacewatch |
| 60322 - | 1999 XB257               | 7 dicembre 1999  | LINEAR     |
| 60323 - | 1999 YC8                 | 27 dicembre 1999 | Spacewatch |
| 60324 - | 1999 YX10                | 27 dicembre 1999 | Spacewatch |
| 60325 - | 1999 YQ12                | 27 dicembre 1999 | Spacewatch |
| 60326 - | 1999 YB23                | 30 dicembre 1999 | LONEOS     |
| 60327 - | 2000 AW5                 | 4 gennaio 2000   | Spacewatch |
| 60328 - | 2000 AH7                 | 2 gennaio 2000   | LINEAR     |
| 60329 - | 2000 AL11                | 3 gennaio 2000   | LINEAR     |
| 60330 - | 2000 AG17                | 3 gennaio 2000   | LINEAR     |
| 60331 - | 2000 AS29                | 3 gennaio 2000   | LINEAR     |
| 60332 - | 2000 AJ35                | 3 gennaio 2000   | LINEAR     |
| 60333 - | 2000 AY40                | 3 gennaio 2000   | LINEAR     |
| 60334 - | 2000 AN42                | 3 gennaio 2000   | LINEAR     |
| 60335 - | 2000 AR42                | 4 gennaio 2000   | LINEAR     |
| 60336 - | 2000 AK46                | 3 gennaio 2000   | LINEAR     |
| 60337 - | 2000 AF51                | 3 gennaio 2000   | LINEAR     |
| 60338 - | 2000 AW56                | 4 gennaio 2000   | LINEAR     |
| 60339 - | 2000 AP62                | 4 gennaio 2000   | LINEAR     |
| 60340 - | 2000 AF63                | 4 gennaio 2000   | LINEAR     |
| 60341 - | 2000 AQ64                | 4 gennaio 2000   | LINEAR     |
| 60342 - | 2000 AH68                | 5 gennaio 2000   | LINEAR     |
| 60343 - | 2000 AY72                | 5 gennaio 2000   | LINEAR     |
| 60344 - | 2000 AS73                | 5 gennaio 2000   | LINEAR     |
| 60345 - | 2000 AD76                | 5 gennaio 2000   | LINEAR     |
| 60346 - | 2000 AB77                | 5 gennaio 2000   | LINEAR     |
| 60347 - | 2000 AD78                | 5 gennaio 2000   | LINEAR     |
| 60348 - | 2000 AT81                | 5 gennaio 2000   | LINEAR     |
| 60349 - | 2000 AS83                | 5 gennaio 2000   | LINEAR     |
| 60350 - | 2000 AC86                | 5 gennaio 2000   | LINEAR     |
| 60351 - | 2000 AG87                | 5 gennaio 2000   | LINEAR     |
| 60352 - | 2000 AC88                | 5 gennaio 2000   | LINEAR     |
| 60353 - | 2000 AN88                | 5 gennaio 2000   | LINEAR     |
| 60354 - | 2000 AP88                | 5 gennaio 2000   | LINEAR     |
| 60355 - | 2000 AE91                | 5 gennaio 2000   | LINEAR     |
| 60356 - | 2000 AC93                | 3 gennaio 2000   | LINEAR     |
| 60357 - | 2000 AG96                | 4 gennaio 2000   | LINEAR     |
| 60358 - | 2000 AR98                | 5 gennaio 2000   | LINEAR     |
| 60359 - | 2000 AJ100               | 5 gennaio 2000   | LINEAR     |
| 60360 - | 2000 AN100               | 5 gennaio 2000   | LINEAR     |
| 60361 - | 2000 AT100               | 5 gennaio 2000   | LINEAR     |
| 60362 - | 2000 AU103               | 5 gennaio 2000   | LINEAR     |
| 60363 - | 2000 AT105               | 5 gennaio 2000   | LINEAR     |
| 60364 - | 2000 AE108               | 5 gennaio 2000   | LINEAR     |
| 60365 - | 2000 AT109               | 5 gennaio 2000   | LINEAR     |
| 60366 - | 2000 AX114               | 5 gennaio 2000   | LINEAR     |
| 60367 - | 2000 AN115               | 5 gennaio 2000   | LINEAR     |
| 60368 - | 2000 AQ119               | 5 gennaio 2000   | LINEAR     |
| 60369 - | 2000 AJ120               | 5 gennaio 2000   | LINEAR     |
| 60370 - | 2000 AG126               | 5 gennaio 2000   | LINEAR     |
| 60371 - | 2000 AN139               | 5 gennaio 2000   | LINEAR     |
| 60372 - | 2000 AG141               | 5 gennaio 2000   | LINEAR     |
| 60373 - | 2000 AC144               | 5 gennaio 2000   | LINEAR     |
| 60374 - | 2000 AY144               | 5 gennaio 2000   | LINEAR     |
| 60375 - | 2000 AY146               | 8 gennaio 2000   | LINEAR     |
| 60376 - | 2000 AH150               | 7 gennaio 2000   | LINEAR     |
| 60377 - | 2000 AC165               | 8 gennaio 2000   | LINEAR     |
| 60378 - | 2000 AL165               | 8 gennaio 2000   | LINEAR     |
| 60379 - | 2000 AL167               | 8 gennaio 2000   | LINEAR     |
| 60380 - | 2000 AY168               | 7 gennaio 2000   | LINEAR     |
| 60381 - | 2000 AX180               | 7 gennaio 2000   | LINEAR     |
| 60382 - | 2000 AR182               | 7 gennaio 2000   | LINEAR     |
| 60383 - | 2000 AR184               | 7 gennaio 2000   | LINEAR     |
| 60384 - | 2000 AU185               | 8 gennaio 2000   | LINEAR     |
| 60385 - | 2000 AC195               | 8 gennaio 2000   | LINEAR     |
| 60386 - | 2000 AV202               | 10 gennaio 2000  | LINEAR     |
| 60387 - | 2000 AM207               | 3 gennaio 2000   | Spacewatch |
| 60388 - | 2000 AY217               | 8 gennaio 2000   | Spacewatch |
| 60389 - | 2000 AO220               | 8 gennaio 2000   | Spacewatch |
| 60390 - | 2000 AD223               | 9 gennaio 2000   | Spacewatch |
| 60391 - | 2000 AQ224               | 11 gennaio 2000  | Spacewatch |
| 60392 - | 2000 AK227               | 10 gennaio 2000  | Spacewatch |
| 60393 - | 2000 AX232               | 4 gennaio 2000   | LINEAR     |
| 60394 - | 2000 AY234               | 5 gennaio 2000   | LINEAR     |
| 60395 - | 2000 AJ237               | 5 gennaio 2000   | LINEAR     |
| 60396 - | 2000 AG243               | 7 gennaio 2000   | LONEOS     |
| 60397 - | 2000 AH243               | 7 gennaio 2000   | LONEOS     |
| 60398 - | 2000 AG251               | 4 gennaio 2000   | LINEAR     |
| 60399 - | 2000 AY253               | 7 gennaio 2000   | Spacewatch |
| 60400 - | 2000 BA8                 | 29 gennaio 2000  | LINEAR     |

## 60401-60500
| Nome              | Designazione provvisoria | Data di scoperta | Scopritore           |
| ----------------- | ------------------------ | ---------------- | -------------------- |
| 60401 -           | 2000 BQ21                | 29 gennaio 2000  | Spacewatch           |
| 60402 -           | 2000 BL27                | 30 gennaio 2000  | LINEAR               |
| 60403 -           | 2000 BK30                | 27 gennaio 2000  | Spacewatch           |
| 60404 -           | 2000 BR37                | 26 gennaio 2000  | Spacewatch           |
| 60405 -           | 2000 BV51                | 30 gennaio 2000  | CSS                  |
| 60406 Albertosuci | 2000 CR1                 | 3 febbraio 2000  | L. Tesi, A. Boattini |
| 60407 -           | 2000 CZ1                 | 2 febbraio 2000  | N. Kawasato          |
| 60408 -           | 2000 CB6                 | 2 febbraio 2000  | LINEAR               |
| 60409 -           | 2000 CO6                 | 2 febbraio 2000  | LINEAR               |
| 60410 -           | 2000 CG16                | 2 febbraio 2000  | LINEAR               |
| 60411 -           | 2000 CP20                | 2 febbraio 2000  | LINEAR               |
| 60412 -           | 2000 CT22                | 2 febbraio 2000  | LINEAR               |
| 60413 -           | 2000 CO23                | 2 febbraio 2000  | LINEAR               |
| 60414 -           | 2000 CS23                | 2 febbraio 2000  | LINEAR               |
| 60415 -           | 2000 CP24                | 2 febbraio 2000  | LINEAR               |
| 60416 -           | 2000 CZ25                | 2 febbraio 2000  | LINEAR               |
| 60417 -           | 2000 CD27                | 2 febbraio 2000  | LINEAR               |
| 60418 -           | 2000 CU28                | 2 febbraio 2000  | LINEAR               |
| 60419 -           | 2000 CY28                | 2 febbraio 2000  | LINEAR               |
| 60420 -           | 2000 CC30                | 2 febbraio 2000  | LINEAR               |
| 60421 -           | 2000 CZ31                | 2 febbraio 2000  | LINEAR               |
| 60422 -           | 2000 CR35                | 2 febbraio 2000  | LINEAR               |
| 60423 Chvojen     | 2000 CO39                | 4 febbraio 2000  | Kleť                 |
| 60424 -           | 2000 CY48                | 2 febbraio 2000  | LINEAR               |
| 60425 -           | 2000 CA49                | 2 febbraio 2000  | LINEAR               |
| 60426 -           | 2000 CJ49                | 2 febbraio 2000  | LINEAR               |
| 60427 -           | 2000 CV50                | 2 febbraio 2000  | LINEAR               |
| 60428 -           | 2000 CZ50                | 2 febbraio 2000  | LINEAR               |
| 60429 -           | 2000 CJ52                | 2 febbraio 2000  | LINEAR               |
| 60430 -           | 2000 CF55                | 3 febbraio 2000  | LINEAR               |
| 60431 -           | 2000 CO58                | 5 febbraio 2000  | LINEAR               |
| 60432 -           | 2000 CV61                | 2 febbraio 2000  | LINEAR               |
| 60433 -           | 2000 CZ61                | 2 febbraio 2000  | LINEAR               |
| 60434 -           | 2000 CJ63                | 2 febbraio 2000  | LINEAR               |
| 60435 -           | 2000 CH65                | 3 febbraio 2000  | LINEAR               |
| 60436 -           | 2000 CY70                | 7 febbraio 2000  | LINEAR               |
| 60437 -           | 2000 CU76                | 10 febbraio 2000 | K. Korlević          |
| 60438 -           | 2000 CF78                | 7 febbraio 2000  | Spacewatch           |
| 60439 -           | 2000 CS81                | 4 febbraio 2000  | LINEAR               |
| 60440 -           | 2000 CY82                | 4 febbraio 2000  | LINEAR               |
| 60441 -           | 2000 CB83                | 4 febbraio 2000  | LINEAR               |
| 60442 -           | 2000 CQ83                | 4 febbraio 2000  | LINEAR               |
| 60443 -           | 2000 CH85                | 4 febbraio 2000  | LINEAR               |
| 60444 -           | 2000 CV85                | 4 febbraio 2000  | LINEAR               |
| 60445 -           | 2000 CA87                | 4 febbraio 2000  | LINEAR               |
| 60446 -           | 2000 CA88                | 4 febbraio 2000  | LINEAR               |
| 60447 -           | 2000 CL90                | 6 febbraio 2000  | LINEAR               |
| 60448 -           | 2000 CU91                | 6 febbraio 2000  | LINEAR               |
| 60449 -           | 2000 CA92                | 6 febbraio 2000  | LINEAR               |
| 60450 -           | 2000 CG93                | 6 febbraio 2000  | LINEAR               |
| 60451 -           | 2000 CH93                | 6 febbraio 2000  | LINEAR               |
| 60452 -           | 2000 CV96                | 6 febbraio 2000  | LINEAR               |
| 60453 -           | 2000 CR102               | 2 febbraio 2000  | LINEAR               |
| 60454 -           | 2000 CH105               | 5 febbraio 2000  | M. W. Buie           |
| 60455 -           | 2000 CY106               | 5 febbraio 2000  | M. W. Buie           |
| 60456 -           | 2000 CD108               | 5 febbraio 2000  | CSS                  |
| 60457 -           | 2000 CS108               | 5 febbraio 2000  | CSS                  |
| 60458 -           | 2000 CM114               | 5 febbraio 2000  | M. W. Buie           |
| 60459 -           | 2000 CE120               | 2 febbraio 2000  | LINEAR               |
| 60460 -           | 2000 DJ2                 | 26 febbraio 2000 | Spacewatch           |
| 60461 -           | 2000 DH4                 | 28 febbraio 2000 | LINEAR               |
| 60462 -           | 2000 DM4                 | 28 febbraio 2000 | LINEAR               |
| 60463 -           | 2000 DC5                 | 28 febbraio 2000 | LINEAR               |
| 60464 -           | 2000 DU6                 | 28 febbraio 2000 | LINEAR               |
| 60465 -           | 2000 DM9                 | 26 febbraio 2000 | Spacewatch           |
| 60466 -           | 2000 DK12                | 27 febbraio 2000 | Spacewatch           |
| 60467 -           | 2000 DB14                | 28 febbraio 2000 | Spacewatch           |
| 60468 -           | 2000 DD18                | 28 febbraio 2000 | LINEAR               |
| 60469 -           | 2000 DF22                | 29 febbraio 2000 | LINEAR               |
| 60470 -           | 2000 DW23                | 29 febbraio 2000 | LINEAR               |
| 60471 -           | 2000 DT25                | 29 febbraio 2000 | LINEAR               |
| 60472 -           | 2000 DY26                | 29 febbraio 2000 | LINEAR               |
| 60473 -           | 2000 DY27                | 29 febbraio 2000 | LINEAR               |
| 60474 -           | 2000 DT32                | 29 febbraio 2000 | LINEAR               |
| 60475 -           | 2000 DC36                | 29 febbraio 2000 | LINEAR               |
| 60476 -           | 2000 DV36                | 29 febbraio 2000 | LINEAR               |
| 60477 -           | 2000 DE37                | 29 febbraio 2000 | LINEAR               |
| 60478 -           | 2000 DK37                | 29 febbraio 2000 | LINEAR               |
| 60479 -           | 2000 DX37                | 29 febbraio 2000 | LINEAR               |
| 60480 -           | 2000 DD38                | 29 febbraio 2000 | LINEAR               |
| 60481 -           | 2000 DF42                | 29 febbraio 2000 | LINEAR               |
| 60482 -           | 2000 DN42                | 29 febbraio 2000 | LINEAR               |
| 60483 -           | 2000 DD44                | 29 febbraio 2000 | LINEAR               |
| 60484 -           | 2000 DM55                | 29 febbraio 2000 | LINEAR               |
| 60485 -           | 2000 DM63                | 29 febbraio 2000 | LINEAR               |
| 60486 -           | 2000 DS66                | 29 febbraio 2000 | LINEAR               |
| 60487 -           | 2000 DM70                | 29 febbraio 2000 | LINEAR               |
| 60488 -           | 2000 DF74                | 29 febbraio 2000 | LINEAR               |
| 60489 -           | 2000 DP74                | 29 febbraio 2000 | LINEAR               |
| 60490 -           | 2000 DX74                | 29 febbraio 2000 | LINEAR               |
| 60491 -           | 2000 DD78                | 29 febbraio 2000 | LINEAR               |
| 60492 -           | 2000 DG82                | 28 febbraio 2000 | LINEAR               |
| 60493 -           | 2000 DC83                | 28 febbraio 2000 | LINEAR               |
| 60494 -           | 2000 DE88                | 29 febbraio 2000 | LINEAR               |
| 60495 -           | 2000 DF88                | 29 febbraio 2000 | LINEAR               |
| 60496 -           | 2000 DC89                | 26 febbraio 2000 | Spacewatch           |
| 60497 -           | 2000 DH91                | 27 febbraio 2000 | Spacewatch           |
| 60498 -           | 2000 DC92                | 27 febbraio 2000 | Spacewatch           |
| 60499 -           | 2000 DN94                | 28 febbraio 2000 | LINEAR               |
| 60500 -           | 2000 DW95                | 28 febbraio 2000 | LINEAR               |

## 60501-60600
| Nome           | Designazione provvisoria | Data di scoperta | Scopritore      |
| -------------- | ------------------------ | ---------------- | --------------- |
| 60501 -        | 2000 DN96                | 29 febbraio 2000 | LINEAR          |
| 60502 -        | 2000 DT96                | 29 febbraio 2000 | LINEAR          |
| 60503 -        | 2000 DY100               | 29 febbraio 2000 | LINEAR          |
| 60504 -        | 2000 DL102               | 29 febbraio 2000 | LINEAR          |
| 60505 -        | 2000 DB104               | 29 febbraio 2000 | LINEAR          |
| 60506 -        | 2000 DH104               | 29 febbraio 2000 | LINEAR          |
| 60507 -        | 2000 DG106               | 29 febbraio 2000 | LINEAR          |
| 60508 -        | 2000 DJ107               | 29 febbraio 2000 | LINEAR          |
| 60509 -        | 2000 EA2                 | 3 marzo 2000     | LINEAR          |
| 60510 -        | 2000 EV3                 | 3 marzo 2000     | LINEAR          |
| 60511 -        | 2000 EF4                 | 3 marzo 2000     | LINEAR          |
| 60512 -        | 2000 EU8                 | 3 marzo 2000     | LINEAR          |
| 60513 -        | 2000 EK11                | 4 marzo 2000     | LINEAR          |
| 60514 -        | 2000 EC12                | 4 marzo 2000     | LINEAR          |
| 60515 -        | 2000 EQ14                | 5 marzo 2000     | K. Korlević     |
| 60516 -        | 2000 EX16                | 3 marzo 2000     | LINEAR          |
| 60517 -        | 2000 EC18                | 4 marzo 2000     | LINEAR          |
| 60518 -        | 2000 ET19                | 5 marzo 2000     | LINEAR          |
| 60519 -        | 2000 EU25                | 8 marzo 2000     | Spacewatch      |
| 60520 -        | 2000 ET32                | 5 marzo 2000     | LINEAR          |
| 60521 -        | 2000 EM34                | 5 marzo 2000     | LINEAR          |
| 60522 -        | 2000 EP35                | 8 marzo 2000     | LINEAR          |
| 60523 -        | 2000 EM37                | 8 marzo 2000     | LINEAR          |
| 60524 -        | 2000 EA40                | 8 marzo 2000     | LINEAR          |
| 60525 -        | 2000 EW40                | 8 marzo 2000     | LINEAR          |
| 60526 -        | 2000 EU41                | 8 marzo 2000     | LINEAR          |
| 60527 -        | 2000 EE43                | 8 marzo 2000     | LINEAR          |
| 60528 -        | 2000 EN44                | 9 marzo 2000     | LINEAR          |
| 60529 -        | 2000 EU47                | 9 marzo 2000     | LINEAR          |
| 60530 -        | 2000 ED48                | 9 marzo 2000     | LINEAR          |
| 60531 -        | 2000 EF50                | 9 marzo 2000     | F. B. Zoltowski |
| 60532 Henson   | 2000 EX50                | 11 marzo 2000    | CSS             |
| 60533 -        | 2000 EC55                | 10 marzo 2000    | Spacewatch      |
| 60534 -        | 2000 EB56                | 5 marzo 2000     | LINEAR          |
| 60535 -        | 2000 EM56                | 8 marzo 2000     | LINEAR          |
| 60536 -        | 2000 EE58                | 8 marzo 2000     | LINEAR          |
| 60537 -        | 2000 ED59                | 9 marzo 2000     | LINEAR          |
| 60538 -        | 2000 EX60                | 10 marzo 2000    | LINEAR          |
| 60539 -        | 2000 EB61                | 10 marzo 2000    | LINEAR          |
| 60540 -        | 2000 EZ61                | 10 marzo 2000    | LINEAR          |
| 60541 -        | 2000 EN63                | 10 marzo 2000    | LINEAR          |
| 60542 -        | 2000 EQ66                | 10 marzo 2000    | LINEAR          |
| 60543 -        | 2000 ET77                | 5 marzo 2000     | LINEAR          |
| 60544 -        | 2000 EP78                | 5 marzo 2000     | LINEAR          |
| 60545 -        | 2000 ES83                | 5 marzo 2000     | LINEAR          |
| 60546 -        | 2000 EE85                | 8 marzo 2000     | LINEAR          |
| 60547 -        | 2000 EF86                | 8 marzo 2000     | LINEAR          |
| 60548 -        | 2000 EH86                | 8 marzo 2000     | LINEAR          |
| 60549 -        | 2000 EL87                | 8 marzo 2000     | LINEAR          |
| 60550 -        | 2000 EX87                | 8 marzo 2000     | LINEAR          |
| 60551 -        | 2000 EQ88                | 9 marzo 2000     | LINEAR          |
| 60552 -        | 2000 EO89                | 9 marzo 2000     | LINEAR          |
| 60553 -        | 2000 ED91                | 9 marzo 2000     | LINEAR          |
| 60554 -        | 2000 EZ93                | 9 marzo 2000     | LINEAR          |
| 60555 -        | 2000 EJ94                | 9 marzo 2000     | LINEAR          |
| 60556 -        | 2000 EL95                | 10 marzo 2000    | LINEAR          |
| 60557 -        | 2000 EW95                | 10 marzo 2000    | LINEAR          |
| 60558 Echeclus | 2000 EC98                | 3 marzo 2000     | Spacewatch      |
| 60559 -        | 2000 EN98                | 9 marzo 2000     | Spacewatch      |
| 60560 -        | 2000 EQ103               | 12 marzo 2000    | LINEAR          |
| 60561 -        | 2000 EX104               | 11 marzo 2000    | LONEOS          |
| 60562 -        | 2000 EH106               | 11 marzo 2000    | LONEOS          |
| 60563 -        | 2000 EF107               | 5 marzo 2000     | NEAT            |
| 60564 -        | 2000 ER108               | 8 marzo 2000     | NEAT            |
| 60565 -        | 2000 EB109               | 8 marzo 2000     | LINEAR          |
| 60566 -        | 2000 EH109               | 8 marzo 2000     | NEAT            |
| 60567 -        | 2000 EL110               | 8 marzo 2000     | NEAT            |
| 60568 -        | 2000 ED111               | 8 marzo 2000     | NEAT            |
| 60569 -        | 2000 EH112               | 9 marzo 2000     | LINEAR          |
| 60570 -        | 2000 ET113               | 9 marzo 2000     | Spacewatch      |
| 60571 -        | 2000 ER116               | 10 marzo 2000    | LINEAR          |
| 60572 -        | 2000 EB117               | 10 marzo 2000    | LINEAR          |
| 60573 -        | 2000 ED118               | 11 marzo 2000    | LONEOS          |
| 60574 -        | 2000 EK119               | 11 marzo 2000    | LONEOS          |
| 60575 -        | 2000 EY121               | 11 marzo 2000    | LONEOS          |
| 60576 -        | 2000 EJ122               | 11 marzo 2000    | LONEOS          |
| 60577 -        | 2000 EW122               | 11 marzo 2000    | LINEAR          |
| 60578 -        | 2000 ED123               | 11 marzo 2000    | CSS             |
| 60579 -        | 2000 EK127               | 11 marzo 2000    | LONEOS          |
| 60580 -        | 2000 ER127               | 11 marzo 2000    | LONEOS          |
| 60581 -        | 2000 EE128               | 11 marzo 2000    | LONEOS          |
| 60582 -        | 2000 EB130               | 11 marzo 2000    | LONEOS          |
| 60583 -        | 2000 EQ132               | 11 marzo 2000    | LINEAR          |
| 60584 -        | 2000 EW132               | 11 marzo 2000    | LINEAR          |
| 60585 -        | 2000 EZ132               | 11 marzo 2000    | LINEAR          |
| 60586 -        | 2000 EZ136               | 12 marzo 2000    | LINEAR          |
| 60587 -        | 2000 EL139               | 11 marzo 2000    | LINEAR          |
| 60588 -        | 2000 EQ139               | 12 marzo 2000    | CSS             |
| 60589 -        | 2000 EU139               | 12 marzo 2000    | CSS             |
| 60590 -        | 2000 EE140               | 5 marzo 2000     | LINEAR          |
| 60591 -        | 2000 EV141               | 2 marzo 2000     | CSS             |
| 60592 -        | 2000 EE146               | 4 marzo 2000     | LINEAR          |
| 60593 -        | 2000 EN146               | 4 marzo 2000     | LINEAR          |
| 60594 -        | 2000 ER147               | 4 marzo 2000     | CSS             |
| 60595 -        | 2000 EN150               | 5 marzo 2000     | NEAT            |
| 60596 -        | 2000 EZ150               | 5 marzo 2000     | NEAT            |
| 60597 -        | 2000 EJ154               | 6 marzo 2000     | NEAT            |
| 60598 -        | 2000 EX154               | 7 marzo 2000     | LINEAR          |
| 60599 -        | 2000 EY154               | 7 marzo 2000     | LINEAR          |
| 60600 -        | 2000 EG157               | 11 marzo 2000    | CSS             |

## 60601-60700
| Nome             | Designazione provvisoria | Data di scoperta | Scopritore                                                |
| ---------------- | ------------------------ | ---------------- | --------------------------------------------------------- |
| 60601 -          | 2000 EQ157               | 12 marzo 2000    | LONEOS                                                    |
| 60602 -          | 2000 EV161               | 3 marzo 2000     | LINEAR                                                    |
| 60603 -          | 2000 EF163               | 3 marzo 2000     | LINEAR                                                    |
| 60604 -          | 2000 EP164               | 3 marzo 2000     | LINEAR                                                    |
| 60605 -          | 2000 EZ167               | 4 marzo 2000     | LINEAR                                                    |
| 60606 -          | 2000 EC171               | 5 marzo 2000     | LINEAR                                                    |
| 60607 -          | 2000 EA172               | 9 marzo 2000     | LINEAR                                                    |
| 60608 -          | 2000 EE173               | 3 marzo 2000     | J. X. Luu, C. A. Trujillo, W. Evans                       |
| 60609 Kerryprice | 2000 EA175               | 2 marzo 2000     | CSS                                                       |
| 60610 -          | 2000 EB181               | 4 marzo 2000     | LINEAR                                                    |
| 60611 -          | 2000 ED185               | 5 marzo 2000     | LINEAR                                                    |
| 60612 -          | 2000 EE190               | 3 marzo 2000     | LINEAR                                                    |
| 60613 -          | 2000 EO196               | 3 marzo 2000     | LINEAR                                                    |
| 60614 Tomshea    | 2000 EU198               | 1 marzo 2000     | CSS                                                       |
| 60615 -          | 2000 EV205               | 12 marzo 2000    | LINEAR                                                    |
| 60616 -          | 2000 FH1                 | 26 marzo 2000    | LINEAR                                                    |
| 60617 -          | 2000 FM3                 | 28 marzo 2000    | LINEAR                                                    |
| 60618 -          | 2000 FP3                 | 28 marzo 2000    | LINEAR                                                    |
| 60619 -          | 2000 FZ4                 | 27 marzo 2000    | Spacewatch                                                |
| 60620 -          | 2000 FD8                 | 27 marzo 2000    | J. J. Kavelaars, B. J. Gladman, J.-M. Petit, M. J. Holman |
| 60621 -          | 2000 FE8                 | 27 marzo 2000    | J. J. Kavelaars, B. J. Gladman, J.-M. Petit, M. J. Holman |
| 60622 Pritchet   | 2000 FK8                 | 30 marzo 2000    | D. D. Balam                                               |
| 60623 -          | 2000 FW13                | 28 marzo 2000    | LINEAR                                                    |
| 60624 -          | 2000 FT14                | 29 marzo 2000    | LINEAR                                                    |
| 60625 -          | 2000 FA17                | 28 marzo 2000    | LINEAR                                                    |
| 60626 -          | 2000 FU21                | 29 marzo 2000    | LINEAR                                                    |
| 60627 -          | 2000 FJ23                | 29 marzo 2000    | LINEAR                                                    |
| 60628 -          | 2000 FX24                | 29 marzo 2000    | LINEAR                                                    |
| 60629 -          | 2000 FX25                | 27 marzo 2000    | LONEOS                                                    |
| 60630 -          | 2000 FY25                | 27 marzo 2000    | LONEOS                                                    |
| 60631 -          | 2000 FC26                | 27 marzo 2000    | LONEOS                                                    |
| 60632 -          | 2000 FE27                | 27 marzo 2000    | LONEOS                                                    |
| 60633 -          | 2000 FF27                | 27 marzo 2000    | LONEOS                                                    |
| 60634 -          | 2000 FW27                | 27 marzo 2000    | LONEOS                                                    |
| 60635 -          | 2000 FD30                | 27 marzo 2000    | LONEOS                                                    |
| 60636 -          | 2000 FH30                | 27 marzo 2000    | LONEOS                                                    |
| 60637 -          | 2000 FX30                | 29 marzo 2000    | Uppsala-DLR Asteroid Survey                               |
| 60638 -          | 2000 FF31                | 28 marzo 2000    | LINEAR                                                    |
| 60639 -          | 2000 FW31                | 29 marzo 2000    | LINEAR                                                    |
| 60640 -          | 2000 FE34                | 29 marzo 2000    | LINEAR                                                    |
| 60641 -          | 2000 FP35                | 29 marzo 2000    | LINEAR                                                    |
| 60642 -          | 2000 FP37                | 29 marzo 2000    | LINEAR                                                    |
| 60643 -          | 2000 FU37                | 29 marzo 2000    | LINEAR                                                    |
| 60644 -          | 2000 FY37                | 29 marzo 2000    | LINEAR                                                    |
| 60645 -          | 2000 FU38                | 29 marzo 2000    | LINEAR                                                    |
| 60646 -          | 2000 FJ39                | 29 marzo 2000    | LINEAR                                                    |
| 60647 -          | 2000 FA40                | 29 marzo 2000    | LINEAR                                                    |
| 60648 -          | 2000 FY40                | 29 marzo 2000    | LINEAR                                                    |
| 60649 -          | 2000 FZ41                | 29 marzo 2000    | LINEAR                                                    |
| 60650 -          | 2000 FF42                | 29 marzo 2000    | LINEAR                                                    |
| 60651 -          | 2000 FU42                | 28 marzo 2000    | LINEAR                                                    |
| 60652 -          | 2000 FG43                | 29 marzo 2000    | LINEAR                                                    |
| 60653 -          | 2000 FA45                | 29 marzo 2000    | LINEAR                                                    |
| 60654 -          | 2000 FP45                | 29 marzo 2000    | LINEAR                                                    |
| 60655 -          | 2000 FV45                | 29 marzo 2000    | LINEAR                                                    |
| 60656 -          | 2000 FF47                | 29 marzo 2000    | LINEAR                                                    |
| 60657 -          | 2000 FT47                | 29 marzo 2000    | LINEAR                                                    |
| 60658 -          | 2000 FG48                | 29 marzo 2000    | LINEAR                                                    |
| 60659 -          | 2000 FX49                | 30 marzo 2000    | LINEAR                                                    |
| 60660 -          | 2000 FL50                | 27 marzo 2000    | LONEOS                                                    |
| 60661 -          | 2000 FF57                | 26 marzo 2000    | LONEOS                                                    |
| 60662 -          | 2000 FX61                | 26 marzo 2000    | LONEOS                                                    |
| 60663 -          | 2000 FZ65                | 29 marzo 2000    | LINEAR                                                    |
| 60664 -          | 2000 FX72                | 26 marzo 2000    | LONEOS                                                    |
| 60665 -          | 2000 FL73                | 25 marzo 2000    | Spacewatch                                                |
| 60666 -          | 2000 FT73                | 26 marzo 2000    | LONEOS                                                    |
| 60667 -          | 2000 GQ1                 | 4 aprile 2000    | P. G. Comba                                               |
| 60668 -          | 2000 GJ3                 | 5 aprile 2000    | LINEAR                                                    |
| 60669 Georgpick  | 2000 GE4                 | 7 aprile 2000    | Kleť                                                      |
| 60670 -          | 2000 GX5                 | 4 aprile 2000    | LINEAR                                                    |
| 60671 -          | 2000 GP9                 | 5 aprile 2000    | LINEAR                                                    |
| 60672 -          | 2000 GE10                | 5 aprile 2000    | LINEAR                                                    |
| 60673 -          | 2000 GH10                | 5 aprile 2000    | LINEAR                                                    |
| 60674 -          | 2000 GN10                | 5 aprile 2000    | LINEAR                                                    |
| 60675 -          | 2000 GA12                | 5 aprile 2000    | LINEAR                                                    |
| 60676 -          | 2000 GQ14                | 5 aprile 2000    | LINEAR                                                    |
| 60677 -          | 2000 GO18                | 5 aprile 2000    | LINEAR                                                    |
| 60678 -          | 2000 GA23                | 5 aprile 2000    | LINEAR                                                    |
| 60679 -          | 2000 GE24                | 5 aprile 2000    | LINEAR                                                    |
| 60680 -          | 2000 GW27                | 5 aprile 2000    | LINEAR                                                    |
| 60681 -          | 2000 GE31                | 5 aprile 2000    | LINEAR                                                    |
| 60682 -          | 2000 GU31                | 5 aprile 2000    | LINEAR                                                    |
| 60683 -          | 2000 GL33                | 5 aprile 2000    | LINEAR                                                    |
| 60684 -          | 2000 GA34                | 5 aprile 2000    | LINEAR                                                    |
| 60685 -          | 2000 GP34                | 5 aprile 2000    | LINEAR                                                    |
| 60686 -          | 2000 GN35                | 5 aprile 2000    | LINEAR                                                    |
| 60687 -          | 2000 GS35                | 5 aprile 2000    | LINEAR                                                    |
| 60688 -          | 2000 GY35                | 5 aprile 2000    | LINEAR                                                    |
| 60689 -          | 2000 GG37                | 5 aprile 2000    | LINEAR                                                    |
| 60690 -          | 2000 GD38                | 5 aprile 2000    | LINEAR                                                    |
| 60691 -          | 2000 GJ38                | 5 aprile 2000    | LINEAR                                                    |
| 60692 -          | 2000 GC40                | 5 aprile 2000    | LINEAR                                                    |
| 60693 -          | 2000 GX40                | 5 aprile 2000    | LINEAR                                                    |
| 60694 -          | 2000 GG41                | 5 aprile 2000    | LINEAR                                                    |
| 60695 -          | 2000 GM42                | 5 aprile 2000    | LINEAR                                                    |
| 60696 -          | 2000 GQ43                | 5 aprile 2000    | LINEAR                                                    |
| 60697 -          | 2000 GG45                | 5 aprile 2000    | LINEAR                                                    |
| 60698 -          | 2000 GB46                | 5 aprile 2000    | LINEAR                                                    |
| 60699 -          | 2000 GN47                | 5 aprile 2000    | LINEAR                                                    |
| 60700 -          | 2000 GL50                | 5 aprile 2000    | LINEAR                                                    |

## 60701-60800
| Nome    | Designazione provvisoria | Data di scoperta | Scopritore  |
| ------- | ------------------------ | ---------------- | ----------- |
| 60701 - | 2000 GQ51                | 5 aprile 2000    | LINEAR      |
| 60702 - | 2000 GU52                | 5 aprile 2000    | LINEAR      |
| 60703 - | 2000 GU53                | 5 aprile 2000    | LINEAR      |
| 60704 - | 2000 GK55                | 5 aprile 2000    | LINEAR      |
| 60705 - | 2000 GU55                | 5 aprile 2000    | LINEAR      |
| 60706 - | 2000 GB56                | 5 aprile 2000    | LINEAR      |
| 60707 - | 2000 GP56                | 5 aprile 2000    | LINEAR      |
| 60708 - | 2000 GC57                | 5 aprile 2000    | LINEAR      |
| 60709 - | 2000 GN57                | 5 aprile 2000    | LINEAR      |
| 60710 - | 2000 GU57                | 5 aprile 2000    | LINEAR      |
| 60711 - | 2000 GS59                | 5 aprile 2000    | LINEAR      |
| 60712 - | 2000 GM60                | 5 aprile 2000    | LINEAR      |
| 60713 - | 2000 GK61                | 5 aprile 2000    | LINEAR      |
| 60714 - | 2000 GN62                | 5 aprile 2000    | LINEAR      |
| 60715 - | 2000 GX64                | 5 aprile 2000    | LINEAR      |
| 60716 - | 2000 GD65                | 5 aprile 2000    | LINEAR      |
| 60717 - | 2000 GZ66                | 5 aprile 2000    | LINEAR      |
| 60718 - | 2000 GN69                | 5 aprile 2000    | LINEAR      |
| 60719 - | 2000 GQ69                | 5 aprile 2000    | LINEAR      |
| 60720 - | 2000 GC72                | 5 aprile 2000    | LINEAR      |
| 60721 - | 2000 GA73                | 5 aprile 2000    | LINEAR      |
| 60722 - | 2000 GE73                | 5 aprile 2000    | LINEAR      |
| 60723 - | 2000 GU73                | 5 aprile 2000    | LINEAR      |
| 60724 - | 2000 GE74                | 5 aprile 2000    | LINEAR      |
| 60725 - | 2000 GH74                | 5 aprile 2000    | LINEAR      |
| 60726 - | 2000 GE75                | 5 aprile 2000    | LINEAR      |
| 60727 - | 2000 GO75                | 5 aprile 2000    | LINEAR      |
| 60728 - | 2000 GS76                | 5 aprile 2000    | LINEAR      |
| 60729 - | 2000 GZ78                | 5 aprile 2000    | LINEAR      |
| 60730 - | 2000 GC79                | 5 aprile 2000    | LINEAR      |
| 60731 - | 2000 GQ79                | 5 aprile 2000    | LINEAR      |
| 60732 - | 2000 GK80                | 6 aprile 2000    | LINEAR      |
| 60733 - | 2000 GL80                | 6 aprile 2000    | LINEAR      |
| 60734 - | 2000 GT80                | 6 aprile 2000    | LINEAR      |
| 60735 - | 2000 GF82                | 7 aprile 2000    | LINEAR      |
| 60736 - | 2000 GJ82                | 8 aprile 2000    | K. Korlević |
| 60737 - | 2000 GB87                | 4 aprile 2000    | LINEAR      |
| 60738 - | 2000 GK87                | 4 aprile 2000    | LINEAR      |
| 60739 - | 2000 GR87                | 4 aprile 2000    | LINEAR      |
| 60740 - | 2000 GU89                | 4 aprile 2000    | LINEAR      |
| 60741 - | 2000 GY90                | 4 aprile 2000    | LINEAR      |
| 60742 - | 2000 GY91                | 4 aprile 2000    | LINEAR      |
| 60743 - | 2000 GU92                | 5 aprile 2000    | LINEAR      |
| 60744 - | 2000 GB93                | 5 aprile 2000    | LINEAR      |
| 60745 - | 2000 GQ93                | 5 aprile 2000    | LINEAR      |
| 60746 - | 2000 GA95                | 6 aprile 2000    | LINEAR      |
| 60747 - | 2000 GW95                | 6 aprile 2000    | LINEAR      |
| 60748 - | 2000 GC96                | 6 aprile 2000    | LINEAR      |
| 60749 - | 2000 GF96                | 6 aprile 2000    | LINEAR      |
| 60750 - | 2000 GQ98                | 7 aprile 2000    | LINEAR      |
| 60751 - | 2000 GU98                | 7 aprile 2000    | LINEAR      |
| 60752 - | 2000 GM99                | 7 aprile 2000    | LINEAR      |
| 60753 - | 2000 GA101               | 7 aprile 2000    | LINEAR      |
| 60754 - | 2000 GH101               | 7 aprile 2000    | LINEAR      |
| 60755 - | 2000 GU101               | 7 aprile 2000    | LINEAR      |
| 60756 - | 2000 GM104               | 7 aprile 2000    | LINEAR      |
| 60757 - | 2000 GK107               | 7 aprile 2000    | LINEAR      |
| 60758 - | 2000 GP108               | 7 aprile 2000    | LINEAR      |
| 60759 - | 2000 GA112               | 3 aprile 2000    | LONEOS      |
| 60760 - | 2000 GC113               | 5 aprile 2000    | LINEAR      |
| 60761 - | 2000 GK113               | 6 aprile 2000    | LINEAR      |
| 60762 - | 2000 GA115               | 8 aprile 2000    | LINEAR      |
| 60763 - | 2000 GN118               | 3 aprile 2000    | Spacewatch  |
| 60764 - | 2000 GV122               | 11 aprile 2000   | C. W. Juels |
| 60765 - | 2000 GE124               | 7 aprile 2000    | LINEAR      |
| 60766 - | 2000 GU124               | 7 aprile 2000    | LINEAR      |
| 60767 - | 2000 GU133               | 7 aprile 2000    | LINEAR      |
| 60768 - | 2000 GY136               | 12 aprile 2000   | LINEAR      |
| 60769 - | 2000 GF143               | 7 aprile 2000    | LONEOS      |
| 60770 - | 2000 GL143               | 7 aprile 2000    | LONEOS      |
| 60771 - | 2000 GS154               | 6 aprile 2000    | LONEOS      |
| 60772 - | 2000 GY155               | 6 aprile 2000    | LONEOS      |
| 60773 - | 2000 GD158               | 7 aprile 2000    | LONEOS      |
| 60774 - | 2000 GW159               | 7 aprile 2000    | LINEAR      |
| 60775 - | 2000 GG160               | 7 aprile 2000    | LINEAR      |
| 60776 - | 2000 GP160               | 7 aprile 2000    | LINEAR      |
| 60777 - | 2000 GS162               | 8 aprile 2000    | LINEAR      |
| 60778 - | 2000 GU162               | 8 aprile 2000    | LINEAR      |
| 60779 - | 2000 GY162               | 8 aprile 2000    | LINEAR      |
| 60780 - | 2000 GA164               | 12 aprile 2000   | LINEAR      |
| 60781 - | 2000 GD164               | 12 aprile 2000   | NEAT        |
| 60782 - | 2000 GJ166               | 5 aprile 2000    | LINEAR      |
| 60783 - | 2000 GB171               | 5 aprile 2000    | LONEOS      |
| 60784 - | 2000 GC178               | 2 aprile 2000    | LONEOS      |
| 60785 - | 2000 GT179               | 5 aprile 2000    | LONEOS      |
| 60786 - | 2000 GP182               | 3 aprile 2000    | Spacewatch  |
| 60787 - | 2000 GW183               | 14 aprile 2000   | LINEAR      |
| 60788 - | 2000 HW                  | 24 aprile 2000   | Spacewatch  |
| 60789 - | 2000 HW1                 | 25 aprile 2000   | K. Korlević |
| 60790 - | 2000 HD4                 | 26 aprile 2000   | Spacewatch  |
| 60791 - | 2000 HM6                 | 24 aprile 2000   | Spacewatch  |
| 60792 - | 2000 HS6                 | 24 aprile 2000   | Spacewatch  |
| 60793 - | 2000 HQ7                 | 27 aprile 2000   | LINEAR      |
| 60794 - | 2000 HR7                 | 27 aprile 2000   | LINEAR      |
| 60795 - | 2000 HO8                 | 27 aprile 2000   | LINEAR      |
| 60796 - | 2000 HB9                 | 27 aprile 2000   | LINEAR      |
| 60797 - | 2000 HR10                | 27 aprile 2000   | LINEAR      |
| 60798 - | 2000 HV10                | 27 aprile 2000   | LINEAR      |
| 60799 - | 2000 HV11                | 28 aprile 2000   | LINEAR      |
| 60800 - | 2000 HJ12                | 28 aprile 2000   | LINEAR      |

## 60801-60900
| Nome    | Designazione provvisoria | Data di scoperta | Scopritore  |
| ------- | ------------------------ | ---------------- | ----------- |
| 60801 - | 2000 HA15                | 27 aprile 2000   | LINEAR      |
| 60802 - | 2000 HK15                | 27 aprile 2000   | LINEAR      |
| 60803 - | 2000 HF18                | 24 aprile 2000   | Spacewatch  |
| 60804 - | 2000 HD23                | 30 aprile 2000   | LINEAR      |
| 60805 - | 2000 HS23                | 26 aprile 2000   | K. Korlević |
| 60806 - | 2000 HT25                | 24 aprile 2000   | LONEOS      |
| 60807 - | 2000 HN26                | 24 aprile 2000   | LONEOS      |
| 60808 - | 2000 HQ26                | 24 aprile 2000   | LONEOS      |
| 60809 - | 2000 HG28                | 28 aprile 2000   | LINEAR      |
| 60810 - | 2000 HT28                | 29 aprile 2000   | LINEAR      |
| 60811 - | 2000 HE30                | 28 aprile 2000   | LINEAR      |
| 60812 - | 2000 HL30                | 28 aprile 2000   | LINEAR      |
| 60813 - | 2000 HG31                | 29 aprile 2000   | LINEAR      |
| 60814 - | 2000 HG32                | 29 aprile 2000   | LINEAR      |
| 60815 - | 2000 HY32                | 29 aprile 2000   | LINEAR      |
| 60816 - | 2000 HO34                | 25 aprile 2000   | LONEOS      |
| 60817 - | 2000 HR37                | 29 aprile 2000   | LINEAR      |
| 60818 - | 2000 HM38                | 28 aprile 2000   | Spacewatch  |
| 60819 - | 2000 HY38                | 28 aprile 2000   | Spacewatch  |
| 60820 - | 2000 HZ39                | 30 aprile 2000   | Spacewatch  |
| 60821 - | 2000 HD40                | 30 aprile 2000   | Spacewatch  |
| 60822 - | 2000 HX42                | 29 aprile 2000   | LINEAR      |
| 60823 - | 2000 HB43                | 29 aprile 2000   | LINEAR      |
| 60824 - | 2000 HG43                | 29 aprile 2000   | LINEAR      |
| 60825 - | 2000 HW45                | 26 aprile 2000   | LONEOS      |
| 60826 - | 2000 HO46                | 29 aprile 2000   | LINEAR      |
| 60827 - | 2000 HW46                | 29 aprile 2000   | LINEAR      |
| 60828 - | 2000 HX46                | 29 aprile 2000   | LINEAR      |
| 60829 - | 2000 HY46                | 29 aprile 2000   | LINEAR      |
| 60830 - | 2000 HZ47                | 29 aprile 2000   | LINEAR      |
| 60831 - | 2000 HL48                | 29 aprile 2000   | LINEAR      |
| 60832 - | 2000 HU48                | 29 aprile 2000   | LINEAR      |
| 60833 - | 2000 HB49                | 29 aprile 2000   | LINEAR      |
| 60834 - | 2000 HL49                | 29 aprile 2000   | LINEAR      |
| 60835 - | 2000 HU49                | 29 aprile 2000   | LINEAR      |
| 60836 - | 2000 HZ49                | 29 aprile 2000   | LINEAR      |
| 60837 - | 2000 HU53                | 29 aprile 2000   | LINEAR      |
| 60838 - | 2000 HD55                | 29 aprile 2000   | LINEAR      |
| 60839 - | 2000 HB56                | 24 aprile 2000   | LONEOS      |
| 60840 - | 2000 HD57                | 24 aprile 2000   | LONEOS      |
| 60841 - | 2000 HN57                | 24 aprile 2000   | LONEOS      |
| 60842 - | 2000 HP61                | 25 aprile 2000   | LONEOS      |
| 60843 - | 2000 HS61                | 25 aprile 2000   | LONEOS      |
| 60844 - | 2000 HF62                | 25 aprile 2000   | Spacewatch  |
| 60845 - | 2000 HP62                | 25 aprile 2000   | Spacewatch  |
| 60846 - | 2000 HB63                | 26 aprile 2000   | LONEOS      |
| 60847 - | 2000 HC64                | 26 aprile 2000   | LONEOS      |
| 60848 - | 2000 HQ64                | 26 aprile 2000   | LONEOS      |
| 60849 - | 2000 HV64                | 26 aprile 2000   | LONEOS      |
| 60850 - | 2000 HE65                | 26 aprile 2000   | LONEOS      |
| 60851 - | 2000 HN65                | 26 aprile 2000   | LONEOS      |
| 60852 - | 2000 HU65                | 26 aprile 2000   | LONEOS      |
| 60853 - | 2000 HZ65                | 26 aprile 2000   | LONEOS      |
| 60854 - | 2000 HE66                | 26 aprile 2000   | LONEOS      |
| 60855 - | 2000 HU66                | 26 aprile 2000   | Spacewatch  |
| 60856 - | 2000 HA68                | 27 aprile 2000   | LINEAR      |
| 60857 - | 2000 HD68                | 27 aprile 2000   | LONEOS      |
| 60858 - | 2000 HE68                | 27 aprile 2000   | LONEOS      |
| 60859 - | 2000 HF68                | 27 aprile 2000   | LINEAR      |
| 60860 - | 2000 HR72                | 26 aprile 2000   | LONEOS      |
| 60861 - | 2000 HJ73                | 27 aprile 2000   | LONEOS      |
| 60862 - | 2000 HJ74                | 30 aprile 2000   | Spacewatch  |
| 60863 - | 2000 HK75                | 27 aprile 2000   | LINEAR      |
| 60864 - | 2000 HM75                | 27 aprile 2000   | LINEAR      |
| 60865 - | 2000 HG76                | 27 aprile 2000   | LINEAR      |
| 60866 - | 2000 HM79                | 28 aprile 2000   | LINEAR      |
| 60867 - | 2000 HD81                | 28 aprile 2000   | LINEAR      |
| 60868 - | 2000 HG81                | 28 aprile 2000   | LONEOS      |
| 60869 - | 2000 HZ82                | 29 aprile 2000   | LINEAR      |
| 60870 - | 2000 HC83                | 29 aprile 2000   | LINEAR      |
| 60871 - | 2000 HE83                | 29 aprile 2000   | LINEAR      |
| 60872 - | 2000 HE86                | 30 aprile 2000   | LONEOS      |
| 60873 - | 2000 HL86                | 30 aprile 2000   | LONEOS      |
| 60874 - | 2000 HT86                | 30 aprile 2000   | LONEOS      |
| 60875 - | 2000 HV86                | 30 aprile 2000   | LONEOS      |
| 60876 - | 2000 HD88                | 27 aprile 2000   | LINEAR      |
| 60877 - | 2000 HD89                | 29 aprile 2000   | LINEAR      |
| 60878 - | 2000 HW89                | 29 aprile 2000   | LINEAR      |
| 60879 - | 2000 HE90                | 29 aprile 2000   | LINEAR      |
| 60880 - | 2000 HG90                | 29 aprile 2000   | LINEAR      |
| 60881 - | 2000 HE94                | 29 aprile 2000   | LINEAR      |
| 60882 - | 2000 HM95                | 28 aprile 2000   | LINEAR      |
| 60883 - | 2000 HK101               | 26 aprile 2000   | LONEOS      |
| 60884 - | 2000 JH6                 | 3 maggio 2000    | LINEAR      |
| 60885 - | 2000 JX6                 | 4 maggio 2000    | LINEAR      |
| 60886 - | 2000 JB10                | 6 maggio 2000    | LINEAR      |
| 60887 - | 2000 JS12                | 6 maggio 2000    | LINEAR      |
| 60888 - | 2000 JA14                | 9 maggio 2000    | LINEAR      |
| 60889 - | 2000 JC15                | 6 maggio 2000    | LINEAR      |
| 60890 - | 2000 JK17                | 5 maggio 2000    | LINEAR      |
| 60891 - | 2000 JL18                | 3 maggio 2000    | LINEAR      |
| 60892 - | 2000 JH19                | 4 maggio 2000    | LINEAR      |
| 60893 - | 2000 JH21                | 6 maggio 2000    | LINEAR      |
| 60894 - | 2000 JP21                | 6 maggio 2000    | LINEAR      |
| 60895 - | 2000 JM22                | 6 maggio 2000    | LINEAR      |
| 60896 - | 2000 JB23                | 7 maggio 2000    | LINEAR      |
| 60897 - | 2000 JP24                | 7 maggio 2000    | LINEAR      |
| 60898 - | 2000 JQ25                | 7 maggio 2000    | LINEAR      |
| 60899 - | 2000 JN26                | 7 maggio 2000    | LINEAR      |
| 60900 - | 2000 JR26                | 7 maggio 2000    | LINEAR      |

## 60901-61000
| Nome          | Designazione provvisoria | Data di scoperta | Scopritore          |
| ------------- | ------------------------ | ---------------- | ------------------- |
| 60901 -       | 2000 JX26                | 7 maggio 2000    | LINEAR              |
| 60902 -       | 2000 JX27                | 7 maggio 2000    | LINEAR              |
| 60903 -       | 2000 JS28                | 7 maggio 2000    | LINEAR              |
| 60904 -       | 2000 JG29                | 7 maggio 2000    | LINEAR              |
| 60905 -       | 2000 JP29                | 7 maggio 2000    | LINEAR              |
| 60906 -       | 2000 JG30                | 7 maggio 2000    | LINEAR              |
| 60907 -       | 2000 JL30                | 7 maggio 2000    | LINEAR              |
| 60908 -       | 2000 JP30                | 7 maggio 2000    | LINEAR              |
| 60909 -       | 2000 JH31                | 7 maggio 2000    | LINEAR              |
| 60910 -       | 2000 JJ31                | 7 maggio 2000    | LINEAR              |
| 60911 -       | 2000 JO31                | 7 maggio 2000    | LINEAR              |
| 60912 -       | 2000 JJ33                | 7 maggio 2000    | LINEAR              |
| 60913 -       | 2000 JR34                | 7 maggio 2000    | LINEAR              |
| 60914 -       | 2000 JL35                | 7 maggio 2000    | LINEAR              |
| 60915 -       | 2000 JT35                | 7 maggio 2000    | LINEAR              |
| 60916 -       | 2000 JL37                | 7 maggio 2000    | LINEAR              |
| 60917 -       | 2000 JK38                | 7 maggio 2000    | LINEAR              |
| 60918 -       | 2000 JZ38                | 7 maggio 2000    | LINEAR              |
| 60919 -       | 2000 JY39                | 7 maggio 2000    | LINEAR              |
| 60920 -       | 2000 JV40                | 6 maggio 2000    | LINEAR              |
| 60921 -       | 2000 JY40                | 6 maggio 2000    | LINEAR              |
| 60922 -       | 2000 JF41                | 6 maggio 2000    | LINEAR              |
| 60923 -       | 2000 JR43                | 7 maggio 2000    | LINEAR              |
| 60924 -       | 2000 JF44                | 7 maggio 2000    | LINEAR              |
| 60925 -       | 2000 JB45                | 7 maggio 2000    | LINEAR              |
| 60926 -       | 2000 JH45                | 7 maggio 2000    | LINEAR              |
| 60927 -       | 2000 JQ45                | 7 maggio 2000    | LINEAR              |
| 60928 -       | 2000 JR45                | 7 maggio 2000    | LINEAR              |
| 60929 -       | 2000 JO46                | 7 maggio 2000    | LINEAR              |
| 60930 -       | 2000 JX46                | 9 maggio 2000    | LINEAR              |
| 60931 -       | 2000 JH47                | 9 maggio 2000    | LINEAR              |
| 60932 -       | 2000 JY49                | 9 maggio 2000    | LINEAR              |
| 60933 -       | 2000 JK51                | 9 maggio 2000    | LINEAR              |
| 60934 -       | 2000 JL51                | 9 maggio 2000    | LINEAR              |
| 60935 -       | 2000 JN51                | 9 maggio 2000    | LINEAR              |
| 60936 -       | 2000 JT52                | 9 maggio 2000    | LINEAR              |
| 60937 -       | 2000 JQ53                | 9 maggio 2000    | LINEAR              |
| 60938 -       | 2000 JF54                | 6 maggio 2000    | LINEAR              |
| 60939 -       | 2000 JH54                | 6 maggio 2000    | LINEAR              |
| 60940 -       | 2000 JJ54                | 6 maggio 2000    | LINEAR              |
| 60941 -       | 2000 JQ54                | 6 maggio 2000    | LINEAR              |
| 60942 -       | 2000 JZ54                | 6 maggio 2000    | LINEAR              |
| 60943 -       | 2000 JV55                | 6 maggio 2000    | LINEAR              |
| 60944 -       | 2000 JB56                | 6 maggio 2000    | LINEAR              |
| 60945 -       | 2000 JV56                | 6 maggio 2000    | LINEAR              |
| 60946 -       | 2000 JY57                | 6 maggio 2000    | LINEAR              |
| 60947 -       | 2000 JH58                | 6 maggio 2000    | LINEAR              |
| 60948 -       | 2000 JE61                | 7 maggio 2000    | LINEAR              |
| 60949 -       | 2000 JM61                | 7 maggio 2000    | LINEAR              |
| 60950 -       | 2000 JP61                | 7 maggio 2000    | LINEAR              |
| 60951 -       | 2000 JA62                | 7 maggio 2000    | LINEAR              |
| 60952 -       | 2000 JM62                | 9 maggio 2000    | LINEAR              |
| 60953 -       | 2000 JT62                | 9 maggio 2000    | LINEAR              |
| 60954 -       | 2000 JF63                | 9 maggio 2000    | LINEAR              |
| 60955 -       | 2000 JG65                | 5 maggio 2000    | LINEAR              |
| 60956 -       | 2000 JT69                | 2 maggio 2000    | LINEAR              |
| 60957 -       | 2000 JD71                | 1 maggio 2000    | LONEOS              |
| 60958 -       | 2000 JD72                | 1 maggio 2000    | Spacewatch          |
| 60959 -       | 2000 JH73                | 2 maggio 2000    | LONEOS              |
| 60960 -       | 2000 JC74                | 3 maggio 2000    | Spacewatch          |
| 60961 -       | 2000 JY74                | 4 maggio 2000    | Spacewatch          |
| 60962 -       | 2000 JB76                | 6 maggio 2000    | LINEAR              |
| 60963 -       | 2000 JL76                | 6 maggio 2000    | LINEAR              |
| 60964 -       | 2000 JS76                | 7 maggio 2000    | LINEAR              |
| 60965 -       | 2000 JA77                | 7 maggio 2000    | LINEAR              |
| 60966 -       | 2000 JH80                | 6 maggio 2000    | Spacewatch          |
| 60967 -       | 2000 JJ80                | 6 maggio 2000    | Spacewatch          |
| 60968 -       | 2000 JY82                | 7 maggio 2000    | LINEAR              |
| 60969 -       | 2000 JO83                | 6 maggio 2000    | LINEAR              |
| 60970 -       | 2000 JA85                | 5 maggio 2000    | LINEAR              |
| 60971 -       | 2000 JM85                | 3 maggio 2000    | Spacewatch          |
| 60972 Matenko | 2000 KN                  | 23 maggio 2000   | A. Galád, P. Kolény |
| 60973 -       | 2000 KC2                 | 26 maggio 2000   | LINEAR              |
| 60974 -       | 2000 KC3                 | 25 maggio 2000   | Spacewatch          |
| 60975 -       | 2000 KR3                 | 27 maggio 2000   | LINEAR              |
| 60976 -       | 2000 KW5                 | 27 maggio 2000   | LINEAR              |
| 60977 -       | 2000 KE6                 | 27 maggio 2000   | LINEAR              |
| 60978 -       | 2000 KP7                 | 27 maggio 2000   | LINEAR              |
| 60979 -       | 2000 KW7                 | 27 maggio 2000   | LINEAR              |
| 60980 -       | 2000 KF9                 | 28 maggio 2000   | LINEAR              |
| 60981 -       | 2000 KP12                | 28 maggio 2000   | LINEAR              |
| 60982 -       | 2000 KO13                | 28 maggio 2000   | LINEAR              |
| 60983 -       | 2000 KP13                | 28 maggio 2000   | LINEAR              |
| 60984 -       | 2000 KQ13                | 28 maggio 2000   | LINEAR              |
| 60985 -       | 2000 KW14                | 28 maggio 2000   | LINEAR              |
| 60986 -       | 2000 KN17                | 28 maggio 2000   | LINEAR              |
| 60987 -       | 2000 KW18                | 28 maggio 2000   | LINEAR              |
| 60988 -       | 2000 KR19                | 28 maggio 2000   | LINEAR              |
| 60989 -       | 2000 KJ22                | 28 maggio 2000   | LINEAR              |
| 60990 -       | 2000 KU22                | 28 maggio 2000   | LINEAR              |
| 60991 -       | 2000 KK24                | 28 maggio 2000   | LINEAR              |
| 60992 -       | 2000 KO24                | 28 maggio 2000   | LINEAR              |
| 60993 -       | 2000 KP24                | 28 maggio 2000   | LINEAR              |
| 60994 -       | 2000 KA26                | 28 maggio 2000   | LINEAR              |
| 60995 -       | 2000 KD26                | 28 maggio 2000   | LINEAR              |
| 60996 -       | 2000 KK26                | 28 maggio 2000   | LINEAR              |
| 60997 -       | 2000 KU27                | 28 maggio 2000   | LINEAR              |
| 60998 -       | 2000 KE28                | 28 maggio 2000   | LINEAR              |
| 60999 -       | 2000 KC30                | 28 maggio 2000   | LINEAR              |
| 61000 -       | 2000 KD31                | 28 maggio 2000   | LINEAR              |